# 479 Caprera
A 479 Caprera (ideiglenes jelöléssel 1901 HJ) a Naprendszer kisbolygóövében található aszteroida. Luigi Carnera fedezte fel 1901. november 12-én. Nevét Caprera szigetéről kapta.